# Neolegionarism
Neolegionarismul este un curent politico-religios actual de extremă dreaptă ultranaționalist și antisemit, care, respinge străinii ce nu împărtășesc aceleași valori și care consideră importantă crearea unui etnostat care are la bază rasa albă și credința creștină, scopul fiind acela de protejare a identității naționale. Neolegionarii consideră că prezervarea identității creștine se face prin însușirea unei credințe religioase organizată administrativ la nivelul fiecărei națiuni. Ideologia de extremă dreapta, ce pune accent în mod fundamental pe națiune și naționalism, capătă astfel, justificare. Apariția sa se înscrie în contextul recrudescenței extremismului de dreapta, la nivel mondial, inclusiv în România după Revoluția Română din 1989, într-un context în care judecarea la rece a legionarismului a rămas până în prezent (2019), un demers neclar și s-au făcut încercări de reabilitare a Mișcării Legionare interbelice.
În România, în prezent, ideologia mișcării pare să se fi îndepărtat într-o oarecare măsură de temele interbelice și pare se fi concentrat asupra unor teme neofasciste, iar mișcarea în sine pare, să fi devenit mai apropiată de alte versiuni ale neofascismului european și nord-american. De asemenea, au apărut deja mișcări politice organizate, cu simpatii neolegionare, de nivel național. Există de altfel pe plan local un teren favorizant al apariției și dezvoltării unei astfel de mișcări, datorită atât unor factori istorici obiectivi, cât și condițiilor socio-economice și politice actuale.
Pe plan intern, Biserica Ortodoxă Română, deși oficial, neutră, în calitate de actor politic influent cu orientare clar naționalistă se suprapune frecvent cu concepte asumate de neolegionarism și are legături personale, ideologice și practice cu mișcarea neolegionară, fără ca acestea să fie însă oficiale sau sistematice. În prezent, grupările neolegionare românești au contacte cu alte grupări de extremă dreaptă din străinătate, acestea influențându-se reciproc. 
Deși în prezent, exponenții fenomenului se manifestă de cele mai multe ori, în mediul online, pe termen mediu manifestarea fenomenului tinde să capete amploare, cu atât mai mult cu cât există antecedente istorice și tradiție, ideologia neolegionară este discutată în cadrul vieții publice românești, neolegionarismul se suprapune considerabil cu alte discursuri naționaliste și religioase din țară, în interiorul Bisericii Ortodoxe Române persistă o orientare ortodoxistă prolegionară și există terțe state, interesate în progresia acestui tip de fenomen. Riscul de virare în România, spre manifestări politice extreme de factură neolegionară nu este de loc neglijabil, în epoca actuală propaganda de factură neolegionară găsind deja, în țară, un canal de comunicare spre Parlamentul României.
În România există o baza legală necesară combaterii fenomenului, reprezentată de Ordonanța de Urgență a Guvernului României Nr. 31/2002, aplicarea sa deficientă fiind condiționată de lipsa unor procurori pregătiți să înfrunte toate subtilitățile fenomenului neonazist. În ce privește combaterea fenomenului, aceasta este apanajul unei largi cooperări, căreia îi trebuie create deocamdată atât premise teoretice, cât stabilite mecanismele de cooperare inter-instituțională, între instituții și societatea civilă și între cercetători științifici, mass-media, social-media și opinia publică.

## Premise
În România, fenomenul legionar a avut după Revoluția Română din 1989 o recrudescență agresivă, într-un context în care, judecarea la rece a legionarismului a rămas până în prezent (2019) un demers neclar, asumat doar de câțiva istorici. În timp, memorialistica legionară și literatura laudativ-nostalgică prolegionară, publicate, au surclasat cantitativ, expresia demersurilor de analiză obiectivă a utopiei legionare. Acest fapt a alimentat „spălarea la față” a legionarismului, precum și un filon prolegionar în curs de dezvoltare, dependent de acesta. Demersuri de reabilitare a Gărzii de Fier interbelice au fost făcute prin intermediul unor publicații, cărți și apariții publice nu numai de către neolegionari, ci și de către lideri naționaliști postcomuniști.

## Evoluție

### Renașterea mișcării
În general sunt considerate de fi neolegionare, tipul de grupări naționaliste apărute după 1989, care, au avut ca model Mișcarea Legionară interbelică, unele dintre acestea declarându-se chiar succesoare ale Legiunii Arhanghelului Mihail și promovând principiile susținute de Corneliu Zelea Codreanu. Adepți ai Mișcării aflați fie în străinătate, fie cu afaceri în România, au sprijinit astfel de grupuri.
Este de menționat că, persistența mișcării legionare interbelice în exil, în perioada Războiului Rece, a reprezentat un factor important atât în ce privește renașterea acesteia în țara de origine, cât și în ce privește dezvoltarea ulterioară a acesteia, veteranii legionarii din perioada interbelică jucând un rol semnificativ, după 1989, în revigorarea mișcării. Unele grupuri și cuiburi au fost numite după aceștia, iar biografiile lor aventuroase au inspirat pe tinerii neolegionari ai anilor 1990.
De asemenea, foștii legionari expatriați au oferit, alături de sprijin financiar, o platformă ideologică și istorică, precum și un aparat organizațional legat în mod direct, de structura originală a mișcării. Alături de aceștia, foștii legionari care au supraviețuit în România și-au adus și ei contribuția, la renașterea mișcării.

### Primul deceniu postcomunist
În primul deceniu postcomunist, neo-legionarii s-au constituit într-o o rețea de grupuri și de figuri vag interconectate. În mod activ, neolegionarii au folosit simboluri din epoca interbelică, perioadă în care Mișcarea Legionară a fost o mișcare de masă. În lupta pentru autenticitate, continuitate și definiții, termenul de „legionar” a fost folosit în continuare, deși acesta împreună cu derivatele sale sunt la momentul actual, conform lui Cecilie Endersen, ușor imprecise. În anii 1990, deși fenomenul neolegionar a fost distinctiv, totuși a rămas marginal și fără interconexiuni sistematice. Printre obstacole s-au numărat lipsa bazei de putere în sistemul comunist, de unde au provenit indivizii care au dominat în deceniul respectiv politica României, caracterul parțial ilegal al mișcării, precum și incapacitatea membrilor mișcării de a se uni sau de a coopera. Celor anterioare, li s-au adăugat suspiciunile reciproce de infiltrare de către autorități, precum și lipsa unui lider viguros și carisamtic. Pe acest teren, perspectiva sprijinului financiar este posibil să fi stimulat cooperarea.
Drept efect al condițiilor în care mișcarea neolegionară a debutat, profilul demografic al acesteia, la sfârșitul celui de-al doilea mileniu, a fost caracterizat de existența unei majorități a membrilor având fie 20, fie 80 de ani. Generațiile de mijloc au fost absente, fiind respinse de neolegionari ca drept corupte din punct de vedere spiritual, datorită legăturilor avute cu comunismul.
Lipsa generației de mijloc a tins însă să diminue, în anii 2000.

### Anii 2000
O mare parte dintre grupurile neolegionare se consideră în mod reciproc, subversive și își contestă reciproc legitimitatea și autenticitatea, deși diferențele lor ideologice pretins ireconciliabile sunt de fapt minime, comparativ cu stocul de idei al legionarismului.
Conform lui Cecilie Endersen, deși rețeaua de grupuri și figuri neolegionare din România este slab interconectată, totuși acestea aderă la un set comun de simboluri și obiective, drept care se putea spune încă din anul 2010, că exista deja o mișcare neolegionară, militantismul membrilor acesteia devenind evident de la începutul anilor 2000. Mulți români considerau însă la începutul anilor 2010, că, mișcarea legionară resuscitată era dirijată de Serviciul Român de Informații. Deși prezența neolegionară a găsit căi legale de a acționa, în plan politic s-a rezumat destul de mult însă la acțiuni de tipul celor specifice organizațiilor societății civile. Astfel, mișcarea neolegionară a beneficiat de publicații proprii, precum cărți, periodice, lucrări, broșuri, afișe, pagini web. Au fost reeditate texte legionare, inclusiv scrieri interbelice, biografii și lucrări istorice ale legionarilor expatriați.
Dintre textele legionare interbelice, unele au obținut un statut canonic, precum „Cărticica Șefului de Cuib” și autobiografia „Pentru legionari”, ambele scrise de Corneliu Zelea Codreanu, sau „Testamentul” lui Ion I. Moța.
Publicând constant în reviste naționaliste, unii dintre membrii grupărilor au beneficiat de o bună vizibilitate în spațiul public. Au existat, de asemenea, grupări neolegionare care au câștigat, în special în rândul tineretului, popularitate și au enunțat proiecte politice având la bază idei naționaliste sau chiar antisemite.
Deja din anii 2000, ideologia mișcării pare să se fi concentrat asupra unor teme neofasciste, precum expulzarea imigranților și propaganda anti-homosexuală și anti-avort. Au fost organizate demonstrații violente, care, s-au asociat cu valorizarea unui anumit tip de profil public, legat de parade gay și au început să apară istorii despre atacarea activiștilor pentru drepturile omului de către neolegionari. La rândul ei, revoluția Internetului a determinat o modificare radicală a modului în care informația neolegionară este distribuită, aceasta devenind mult mai ușor accesibilă. Internetul a facilitat și colaborarea cu extremiștii din străinătate și a favorizat, de asemenea, influențarea de către aceștia a neolegionarismului românesc. Mai mult, conform lui Cecilie Endresen, e posibil ca Internetul să fi contribuit la schimbarea structurii scociale a mișcării, prin consolidarea rețelelor interne. Deși unii dintre veteranii nostagici și cei aparținând marginilor mistice, oculte și folclorice s-au înstrăinat de mișcare, aceasta a atras noi simpatizanți și s-a unificat, devenind mai apropiată de alte versiuni ale neofascismului european și nord-american. Apariția de mișcări politice organizate cu simpatii neolegionare, la nivel național, a reprezentat un semnal în ce privește trecerea la un nivel superior de organizare, a simpatizanților cu idei neolegionare și de mărire a bazei de membri, cu afilieri, la acest tip de idei.
Este de remarcat că, din anii 1990 până la apariția mișcării Sfinții închisorilor, curentul legionar existent în societatea actuală a fost perceput ca fiind o formă de protest nostalgică, fără sens politic și fără vreo speranță. Cu toate acestea, treptat „normalizarea” prezenței simbolurilor fasciste în societate a evoluat insidios, pe un fond al culturii de masă postcomuniste propice ideologiilor de extremă dreapta, antisemitismului și xenofobiei și a unei slabe reacții a statului. Mai mult, legionarii au deturnat, prin sprijinirea de către proprii antreprenori de memorie, discursurile societății civile referitoare la crimele comuniste, la rezistența anticomunistă și disidență, care, căutau să ofere o imagine coerentă a acestuia capitol neglijat, al istoriei românești. Astfel, împotriva evidențelor oficiale care, i-au indentificat ca având un rol minoritar, legionarii au susținut și susțin că mișcarea lor a reprezentat principala forță anticomunistă și că, tovarășii lor au fost principalele victime ale comunismului.

### Anii 2010
La mijlocul anilor 2010, curentul de glorificare a Sfinților închisorilor a luat o amploare considerabilă, începând să beneficieze de sprijin din partea instituțiilor statului. În acest context, antreprenorii memoriei legionare au încercat, sprijinindu-se de faptul că unele dintre victime au fost legionare, să promoveze ideea că Legiunea a fost o mișcare de martiri naționali. Această sprijin oferit mișcării Sfinții închisorilor s-a constituit astfel, pentru extrema dreaptă a momentului din România, într-un mijloc de normalizare în cadrul societății a mesajelor de intoleranță pe care, în fapt această extremă politică le susține.
Acest demers a avut potențialul de a asigura cu certitudine, în România, un viitor intoleranței organizate.

### Anii 2020
La începutul anilor 2020 se constata că exista în România o evidentă tendință de normalizare a prezenței grupurilor asociate cu intoleranța organizată specifică extremei drepte. Deturnarea discursului despre trecutul comunist, alături de sprijinirea recuperării memoriei istorice românești servesc atât prezentării unei imagini în care, Legiunea Arhanghelului Mihail pare victima unor forțe malefice, cât și manipulării politicii de restaurare a memoriei, întreprinse de stat, ori promovării ideii că Legiunea este o mișcare de martiri. Contextualizarea istoriei tinde astfel să fie făcută într-un mod prin care, în formarea memoriei culturale este omisă istoria criminală proprie Mișcării Legionare.
Violența, ca strategie politică în arealul mișcărilor de extremă dreaptă din România tinde să fie abordată mixt, o parte dintre membrii extremei drepte (precum Diana Șoșoacă, Sorin Lavric sau George Simion) părând să aleagă calea politicii electorale, în contrast cu strategia folosită de reprezentanță ai respectivelor mișcări, în anii 2000. Un argument în ce privește oportunitatea acestei schimbări de atitudine ar fi, conform lui Mihai Rapcea (membru al Noii Drepte), faptul că  societatea din România nu gustă violența și în consecință, este necesar să fie încercate alte căi de a aduce gândirea extremistă în mainstreamul politic și în societate.
Cu toate acestea însă, pe fondul radicalizării societății din România intrată pe un trend legal, odată cu intrarea partidului de extremă dreaptă Alianța pentru Unirea Românilor în Parlamentul României, precum și a unor parlamentari cu idei similare, se constată totuși o creștere a apetitului spre violență și confruntare fizică, cu predilecție în ce privește tinerii între 17 și 25 de ani. Aceștia, ideologizați în spiritul ideilor legionare sau naziste de  către fundații neolegionare sau de influențe venite de pe plan extern, devin promotori ai extremismului, cu precădere prin intermediul mediilor sociale reprezentate de canale de Telegram sau Instagram. În context, participarea lor la evenimente neolegionare este legitimată atât prin eliberarea unor autorizații pentru protest, cât și prin prezența la evenimentele respective a senatorilor Aliaței pentru Unirea Românilor și a altora cu aceleași credințe.
Profesoara de științe politice Liliana Popescu a afirmat în anul 2021, că, exista  în România tendința vizibilă de promovare a unei forme de discurs agresiv, asociată riscului de virare spre manifestări politice extreme, de factură neolegionară, cu toate că mulți considerau că, în România, manifestările extremiste erau de factură marginală. Conform cercetătorului Mădălin Hodor, însă, epoca actuală a devenit totuși una în care, propaganda de factură neolegionară a găsit, în România, deja un canal de comunicare spre instituția parlamentară.
Primul tur al alegerilor prezidențiale din 2024 a fost câștigat, cu 22,94%, de independentul suveranist Călin Georgescu. Acesta a făcut în trecut mai multe declarații favorabile unor figuri legionare, inclusiv lui Corneliu Zelea Codreanu, dar a respins ulterior acuzațiile conform cărora ar fi neolegionar sau extremist politic.

## Încadrare
Conform lui Cecilie Endersen, mișcarea neolegionară este o mișcare politică ce are o structură ideologică religioasă și care, integrează concepțiile despre naționalitate și misticism, într-o mitologie consecventă cu un simbolism particular și cu un set de ritualuri. Viziunea asupra neolegionarismului poate fi, aceea a unui naționalism religios și în același timp cea a unei mișcări ortodoxe laice, cu un puternic bias politic. Tradiția religioasă este astfel reinterpretată și ea ajunge să includă dogme, ritualuri, texte și martiri noi, alături de lideri carismatici, în timp ce neolegionarii tind să susțină că o parte a establishmentului religios a abandonat calea cea dreaptă.
Neolegionarismul reprezintă o formă de fascism, deși mulți dintre neolegionari, ca efect al categorisirii de către comuniști drept fascistă a Mișcării Legionare, resping această etichetă.
Puncte remarcabile de convergență are neolegionarismul cu fundamentalismul religios, ceea ce neolegionarii acceptă, ei exprimând nemulțumirile sociale și politice în termeni religioși și văzând lumea, drept un teren de luptă spirituală. Societatea care trebuie creată, din punctul lor de vedere. este una în care urmează a fi implementat planul lui Dumnezeu. Implicațiile ideologice ale modernității sunt detestate de fundamentaliști, aceștia simțindu-se atacați de umanismul liberal-secular. Un trecut idealizat, este folosit pentru identificarea drept pură, a propriei comunități.
Fanatismul religios al neolegionarilor are drept fundament fanatismul religios al legionarilor și are la baza dezvoltării sale perceptele și ideologia proprii Legiunii Arhanghelul Mihail din România. Este caracterizat de o religiozitate exacerbată de origine ortodoxă, ce extrapolează idei fundamentale precum: familia, comunitatea, credința, națiunea și poporul. Aparține astfel domeniului reprezentat de naționalismul creștin-ortodox. Acest fanatism neolegionar românesc,  însă, se manifestă astăzi aparent atipic, nu în România ci în Statele Unite ale Americii, unde, exponenți ai extremei drepte și l-au însușit.

## Teren
Contextul care, a favorizat atragerea unora dintre români de către neolegionarism, este reprezentat de mizeria socială, de problemele economice, de dezordine, de corupție, de slăbiciunea societății civile și de naționalismul răspândit, precum și de confuzia culturală existentă, asociată unei biserici naționale influente, care se teme însă de modernism.
Istoria precomunistă a României, dominată de autoritarism și reprezentată de o elită culturală care  a aderat aproape complet la legionarism, se constituie într-o lipsă de reper, în ce privește democrația, iar repunerea pe tapet a pierderilor teritoriale de la sfârșitul celui de-Al Doilea Război Mondial a favorizat, resentimentele naționaliste. 
Politizarea istoriei în timpul României comuniste și folosirea ei pentru propagandă au împiedicat analiza constructivă a laturilor întunecate ale acesteia, fiind escamotată analiza implicării României în cel de-Al Doilea Război Mondial, eradicat rolul Legiunii ca mișcare de masă și făcut tabu subiectul contribuției române la Holocaust. Istoricii comuniști au etichetat fascismul ca străin românilor și s-au orientat spre generarea de justificări, de evaziune și spre căutarea unor țapi ispășitori. Mai mult, versiunea naționalist-comunistă asumată de Nicolae Ceaușescu s-a constituit într-un receptacul pentru ideile neolegionare. Astfel idei precum omul nou, dacismul, xenofobia, teoriile conspirației, autoritarismul, interpretările teologice ale istoriei și conceptul de românism au fost caracterizate de continuitate, din punct de vedere ideologic, în domeniul ideilor neolegionare. În plus, concepte neolegionare precum instalarea  prin forță a unui regim și guvernarea totalitară (adoptate de comunism), sau ruptura revoluționară (precum cea din 1989) au formulat o perspectivă atractivă în ce privește transformările sociale radicale.
După 1990, în peisajul politic și cultural turbulent, vechile adevăruri postulate de comunism au fost declarate false și chiar au fost negate. Trecutul interbelic a devenit utilizabil și mișcarea din epocă a oferit un rezervor simbolic. În context, discursul neolegionar nu a contestat  în mod profund, ideile românilor cu privire la rolul lor în lume, idei care se regăsesc în discursul istoric, religios, naționalist sau comunist. 

## Percepții ideologice
Noii legionari sunt convinși de faptul că, națiunea română a fost pusă pe drumul cel bun în epoca interbelică, de către Corneliu Zelea Codreanu și că epoca respectivă, de glorie a Mișcării, a fost întreruptă deoarece „Antihristul s-a transformat în comunism, dușmanul de moarte al Bisericii”. În conformitate cu afirmația lui Codreanu, precum că „atâta timp cât există măcar un singur legionar, Legiunea există”, noii legionari susțin că spiritul legionar încă nu a murit. Cultul lui Codreanu, care ar fi avut o revelație a Arhanghelului Mihil, strategul armiilor lui Dumnezeu împotriva forțelor lui Lucifer, este un element central al grupurilor neolegionare, în contextul în care elementul arhanghelulului este de fapt un agent politic, într-un context în care conform concepției multora dintre neolegionari, lupta din Apocalipsă are loc aici pe pământ, deja. Astfel, portretul lui Codreanu apare în toate publicațiile și la toate evenimentele neolegionare, iar datele sale de naștere și de deces sunt zile de pomenire. Interpretările neolegionare asupra sa variază, fiind categorisit fie ca erou de o factură sau alta, ori drept conducător național, fie ca o întruchipare a voinței divine în lupta dintre Bine și Rău, prezent încă în ciuda dispariției sale fizice.
Viziunea asupra lumii a mișcării neolegionare  este caracterizată de un amestec de misticism, creștinism ortodox, folclor românesc, fascism, naționalism etnic și antisemitism, în timp ce discursul său religios-politic are la bază, în cea mai mare parte o ideologie precomunistă, ceea ce face diferența în raport cu alte tipuri de fascism. Sistemul neolegionar de idei politice și religioase este susținut de teoriile conspirației, misiunea neolegionară fiind reprezentată de curățarea României de forțele malefice ale unei conspirații puternice, sursă a unei crize existențiale, spirituale și morale, care determină apariția de probleme politice, economice și sociale. Mijloacele de regenerare a comunității și a națiunii s-ar regăsi, potrivit neolegionarilor, în cunoștințele ezoterice preluate de la Corneliu Zelea Codreanu și transmise, mai departe, de elita legionară interbelică. Această regenerare totală mitică, din cenușa societății degenerate, nu se poate face fără sacrificii.
Curățarea țării și restabilirea ordinii trebuie să se însoțească de crearea unei noi Românii, corespondente României Mari interbelice. Aceasta, de-a dreptul o entitate divină, va fi „frumoasă, puternică și ascultătoare de Dumnezeu”, casă naturală a unei națiuni organice, românești. Odată națiunea purificată și renăscută, este necesară revoluția spirituală, datorită căreia este necesar ca „omul nou” să-și trăiască viața conform cu „misticismul națiunii române”, astfel încât să slujească lui Dumnezeu și națiunii. Soldații morali, în calitate de elită conducătoare, vor determina dispariția mizeriei și a corupției.
Neolegionarii consideră că, dreapta națiunea română suferă continuul atac al unor forțe diabolice și al aliaților cu fațete multiple ale acestora, care complotează mereu spre a a „ucide pe cei mai buni dintre creștini”. Suspecții de serviciu sunt  evreii, francmasonii și comuniștii, cărora li se alătură cercurile globale anti-creștine. Lupta existențială, în care, neolegionarii devin astfel soldații lui Hristos și reprezentanți ai intereselor fundamentale (și în același timp divine) ale națiunii, presupune „dezvăluirea” diverșilor dușmani. Lista acestora este una actualizată, în raport cu cea a Legiunii interbelice. Astfel, se alătură inamicilor drepturile omului, „genocidul” provocat de democrație și „internaționalismul”, care, „globalizează națiunea și distruge frontierele românești”. În mod practic, lista diverselor amenințări este departe de a avea un sfârșit, printre ele regăsindu-se Organizația Națiunilor Unite, NATO, Uniunea Europeană, telecomunicațiile globale, companiile internaționale, imigranții africani, Body Shop, homosexuali, avortul, drogurile, criminalitatea, musulmanii,  minoritățile etnice, anarhia, corupția, istoriografia comunistă și urbanismul. Exceptând creștinismului ortodox tradițional, toate fenomenele religioase ar fi marca unui „obscurantism religios” care duce la un „Armaghedon spiritual”. De asemenea, protestantismul, cultele neoprotestante, mișcarea New Age, magia și ocultismul, precum și practicile Yoga, umanismul, ateismul, secularismul, ecumenismul, sincretismul și individualismul, sunt finanțate și se află sub controlul cercurilor globale anti-creștine, francmasone și evreiești.

## Structură și activități specifice
Similar Mișcării Legionare, structura de bază neolegionară a rămas „cuibul”, unitate teritorială locală de tip militar. Acestea unități sunt organizate atât la nivel județean cât și regional. În ce privește regulile unui astfel de unități, destinată a fi școală ideologică și de activitate specifică, ele sunt preluate din cartea lui Codreanu, „Cărticica Șefului de Cuib”.
La rândul lor, cuiburilor li se asociază diverse asociații culturale și fundații, suport pentru activitatea unor seniori ai vechii Mișcări Legionare.
Procesul educativ presupune participarea la tabere de muncă, în general estivale, o frecvență aparte având-o activitățile de restaurare a mănăstirilor, care au condus la câștigarea bunăvoinței multor clerici.
Datorită rolului central doctrinar deținut de cultul morților, au loc comemorări (conferințe, expoziții, servicii religioase memoriale și ceremonii religioase) ale celor considerați a fi martiri legionari, precum și pelerinaje sau marșuri. O serie de cruci memoriale au fost ridicate la locul deceselor unor legionari în perioada comunistă.
Deși unele grupuri neolegionare cooperează, altele se privesc reciproc drept eretice, conspiraționiste, comuniste, sau aliate cu „forțele oculte”, ori disonează prin amănunte referitoare la percepția reciprocă a legitimității, tradiții sau diverse coduri (precum cele privind îmbrăcămintea). În tot cazul, punctul de referință legionar rămâne același. Cea mai evidentă linie de separare rămâne și în prezent, aceea dintre adepții legitimiști ai membrilor încă existenți ai familiei Căpitanului („codreniștii'”') și cei ai succesorului acestuia, Horia Sima („simiștii”)
Distribuția de materiale tipărite (ziare, cărți, reviste) se face prin mici magazine sau în cursul unor evenimente, sursa fiind reprezentată de edituri proprii.

## Manifestări

### În România
În anii 1990, deși partidele politice de tip fascist și respectiv legionar erau ilegale în România, au existat totuși câteva partide de factură neolegionară, cu influență cel mult marginală. Ideile promovate au aparținut unui spectru variat, care, a inclus alături de de ralierea la domenii comune cu alte tipuri de mișcări politice democratice de tip conservator-creștin, promovarea propagandei de tip legionar, idei antisemite și antirome, precum și uneori idei privind un stat național-legionar de tip totalitar, antidemocratic și creștin fundamentalist.
Deși din punct de vedere politic, Biserica Ortodoxă Română este în mod oficial, neutră, în calitate de actor politic influent cu orientare clar naționalistă, ea se suprapune frecvent cu concepte asumate de neolegionarism și are legături personale, ideologice și practice cu mișcarea neolegionară, fără ca acestea să fie însă oficiale sau sistematice. Astfel, din punct de vedere ideologic, mișcarea neolegionară s-a articulat pe un complex de idei deja prezente în mod predominant în cultura și tradiția românească, radicalizându-le. Preluând, conceptul Bisericii Ortodoxe Române de „solidaritate naturală între ortodoxie, naționalism și tradiții premoderne” neolegionarii au afirmat că promovează Biserica națională și idealurile sale. Adesea citează texte teologice precum și lucrări ale clericilor de factură ortodoxă și apelează la nume influente, precum Dumitru Stăniloae sau Nichifor Crainic, ori Sfântul Ioan Iacob Românul. Pe de altă parte, au existat în anii 1990 înalți ierarhi ortodocși, care, în tinerețe au fost legionari și există simpatii neolegionare printre studenții la teologie din România.
În perioada dictaturii comuniste, legionarii au pozat drept sfinți ai închisorilor folosindu-se de teze religioase. După momentul 1989, odată apărute pe plan intern mișcări politice de tip extremist a existat o mitizare a acestora, care, are legătură cu acțiunea de reinventare postbelică a fascismului românesc, acesta tinzând să se auto-prezinte drept anticomunist, într-un mod eroizant. De asemenea, această acțiune a survenit în contextul faptului că a devenit imposibil să se mai vorbească de fascism datorită Holocaustului, apărând astfel ideea că Legiunea a fost o mișcare religioasă (deși aceasta, în anii 1930, a fost de fapt o formațiune politică). Discursul legat de Legiune s-a orientat în consecință spre religie și spre sfinții închisorilor.
 Conform istoricului Roland Clark, un factor favorizant al procesului de rebranding al fascismului românesc a fost faptul că foștii legionari, în strădania lor de a se reinventa au găsit un refugiu sigur în instituția bisericii, foarte mulți ajungând în mănăstiri sau devenind chiar preoți. În contextul în care în perioada comunistă au fost arestați și mulți clerici, procesul de  „a deservit și celor care chiar au fost sfinți ai închisorilor comuniste”. În contextul dat însă, legionarii care s-au refugiat în instituția bisericii au adus cu ei acolo și relele lor fasciste.
Deși au existat clerici de rang înalt care s-au opus, Biserica Ortodoxă Română a evaluat ca fiind salutare inițiative de tip neolegionar și chiar a găzduit, pe fondul atitudinii ambivalente a înalților săi ierarhi, activități neolegionare, în contextul în care, ca efect la datoriei bisericii de a sluji morților, o existat preoți care au făcut slujbe celor considerați martiri legionari.
   Vezi și articolul:  Relația dintre Biserica Ortodoxă Română și Garda de FierVezi și articolele [[{{{2}}}]] și [[{{{3}}}]]Vezi și articolele [[{{{4}}}]], [[{{{5}}}]] și [[{{{6}}}]]Vezi și articolele [[{{{7}}}]], [[{{{8}}}]], [[{{{9}}}]] și [[{{{10}}}]]Vezi și articolele [[{{{11}}}]], [[{{{12}}}]], [[{{{13}}}]], [[{{{14}}}]] și [[{{{15}}}]]Vezi și articolele [[{{{16}}}]], [[{{{17}}}]], [[{{{18}}}]], [[{{{19}}}]], [[{{{20}}}]] și [[{{{21}}}]].
Printre mișcările politice de după momentul 1989 din România, asociate cu moștenirea Gărzii de Fier, se numără Mișcarea pentru România, Partidul „Totul pentru Țară” și Noua Dreaptă, în timp ce ideologia promovată de Partidul Noua Generație-Creștin Democrat a ajuns să semene cu cea a legionarismului interbelic. Ultimul dintre partidele menționate a folosit cu scop de manipulare, de asemenea, simbolurile legionare. Există de asemenea opinia că, propaganda neolegionară și-a găsit actual, un vehicul în Alianța pentru Unirea Românilor, care asociază populismului rămășițe de nofascism. Sunt și organizații cu profil neolegionar, printre care se află Fundația „Profesor Gheorghe Manu”, Uniunea Națională Pentru Renașterea Creștină sau Alianța Național Creștină, ori edituri de aceeași factură, precum Majadahonda, Gordian Editura de Vest și Marineasa (din Timișoara), Fronde (din Alba-Iulia), Călăuza (din Deva) și Printeuro (Ploiești). Printre publicații se numără Ethos Românesc și Cruciada învierii naționale (Iași), Puncte Cardinale și Permanențe (București), Gazeta de Vest, Cuvântul Studențesc și Generația CONTRA (Timișoara), La Răscruce (Cluj).

### Pe plan internațional
România comunistă a reprimat brutal legionarii, astfel că Mișcarea Legionară a supraviețuit în timpul Războiului Rece în străinătate, prin legionarii expatriați. Aceștia au avut după Revoluțiile de la 1989 un rol semnificativ în ce privește renașterea mișcării în țara de baștină. Pe de altă, parte, conform lui Ion Dinulescu, în contextul recrudescenței extremismului de dreapta la nivel mondial, în SUA ideologia legionară a fost însușită de diverse grupuri de extremă dreaptă, ajungându-se până la manifestări de tipul fanatismului religios legionar. Adaptată noilor realități sociale și politice, doctrina legionară promovează astăzi, în loc de lupta anticomunistă, lupta împotriva a  ceea  ce  este  anti-creștin,  extremiștii de dreapta fiind convinși că este imperios necesară protejarea în raport cu cei care pun în pericol creștinismul și rasa albă europeană.
În anii 1990, unele grupări neolegionare din România au stabilit relații cu organizații neonaziste din Germania sau Marea Britanie, iar neolegionari sau legionari din Statele Unite ale Americii au colaborat, cu grupuri neofasciste situate în Africa de Sud, America Latină și Polonia și au încercat să influențeze ceea ce se întâmpla în România.

## Tendințe de viitor
În prezent, exponenții fenomenului se manifestă de cele mai multe ori, în mediul online. Conform lui Iulian Dinulescu, pe termen mediu manifestarea fenomenului tinde să capete amploare, ca efect al presiunilor socio-politico-economice exercitate asupra unor largi categorii de persoane.
Șansele dezvoltării unui curent neolegionar în România sunt reale, conform istoricului Adrian Cioroianu, atât pe fondul unor antecedente istorice și a unei tradiții, cât și pe cel al existenței pe plan local a unei granițe confuze între politica de stânga și cea de dreapta, sau al existenței unor partide suveraniste ori antieuropene, în Uniunea Europeană. De asemenea, Ciroianu a afirmat că persistă în interiorul Bisericii Ortodoxe Române o orientare ortodoxistă prolegionară. Nu în ultimul rând, acesta a menționat și existența unor țări adversare ale Uniunii Europene, care, au motive să încurajeze apariția în România a unei extreme-dreapta orientată împotriva acesteia.

## Combaterea fenomenului
Există două tipuri de măsuri, care, pot fi aplicate pentru a combate extremismul de dreapta, fie măsuri care se adresează partidelor politice și instituțiilor statului, fie strategii care implică societatea civilă, media și alți actori non-statali. Deși există în țară o bază legală reprezentată de Ordonanța de Urgență a Guvernului României Nr. 31/2002, care să folosească în lupta împotriva acestui fenomen, conform unei afirmații din anul 2020 a lui Ovidiu Raețchi, președinte al Comisiei de Apărare și Siguranță Națională a Partidului Național Liberal, România nu are deocamdată procurori pregătiți să înfrunte toate subtilitățile fenomenului neonazist. Există, de asemenea, instituții alea statului român precum Consiliul Național pentru Combaterea Discriminării și Avocatul Poporului, care ar fi de așteptat să intervină pentru protecția cetățenilor în ce privește derapajele extremiste din societate.
Educația este condiția prealabilă cea mai importantă a unei societăți tolerante. Conform lui Radu Cinpoieș, organizațiile non guvernamentale și alte grupuri ale societății civile se pot implica în educarea necesară societății, pentru ca aceasta să devină incluzivă și tolerantă. Acestea pot, de asemenea, să exercite presiuni asupra instituțiilor politice și a presei, pentru a nu mai fi diseminate materiale extremiste și discriminatorii. Într-o analiză publicată în 2020, Ion Dinulescu a ridicat în atenție câteva metode prin care, un fenomen cum este fanatismul religios legionar poate fi diminuat, exercițiul său luând ca model, aplicarea într-o țară de tipul Statelor Unite ale Americii. Astfel, acesta a scos în evidență utilitatea următoarele tipuri de activități:
- realizarea de simpozioane și conferințe cu tematică religioasă, prin intermediul cărora să fie abordat și studiat fenomenul. Dezbaterile și critica, rezultate în cadrul acestora, au potențialul de a determina apariția unor analize obiectice interdisciplinare, cu acest subiect.[30]
- încheierea și derularea unor parteneriate între instituții religioase și non-religioase, privind schimbul de expertiză, viza fiind identificarea unor soluții teoretice și practice de prevenire a violențelor.[30]
- implicarea organizațiilor ce monitorizează promovarea extremismului și urii, în proiectele menționate mai sus, deoarece acestea au experiență în ce privește monitorizarea fenomenului și au capacitatea de a publica analize precoce și comprehensive, referitoare la pericolele asociate.[31]
- realizarea unei campanii instrumentate prin intermediul mas-mediei și social-mediaei, având ca scop conștientizarea opiniei publice în ce privește pericolul respectiv și riscurile pe care acesta le aduce în ce privește securitatea cetățenilor.[31]
- continuarea cercetării fenomenului și publicarea de cărți, articole și studii, prin care sunt evidențiate atât subiectul respectiv, cît și implicit, riscurile asociate securității naționale și siguranței cetățenilor[31]
- demersurile de informare a opiniei publice trebuie să fie, sprijinite, prin asumarea lor de către Biserica Ortodoxe Română, în calitate de participantă la aceste demersuri.[31] Mesajul său este cel mai important, în ce privește contracararea fenomenului.[3]
- eliminarea restricțiilor impuse de către rețelele de socializare, membrilor și organizațiilor de extremă dreaptă, pentru a contracara efectul de bumerang al sentimentelor de persecuție la adresa lor, din partea companiilor mass-media și a social media, precum și a instituțiilor statului.[3]
- efectuarea unei cercetări științifice, care, să pună în evidență angajarea unor state terțe, în ce privește activitatea de manipulare a grupurilor și a organizațiilor de extremă dreaptă, la nivel local și global.[3]

Celor de mai sus, Radu Cinpoieș le adaugă sugestia de ameliorare a curriculei de educație civică, în școli, precum și dezvoltarea de programe educaționale interne în instituțiile publice, care să-i implice pe angajații acestora, în ideea de a dezvolta un cadru autosustentabil.
În ce privește măsurile active, tot Cinpoieșu postulează creșterea presiunii de către societatea civilă asupra autorităților publice, pentru a fi aplicată legislația antidiscriminare, precum și inițierea unor contra-proteste la evenimentele organizate de grupările extremiste. Scopul acestei ultime măsuri este atât subminarea obiectivelor specifice evenimentelor respective, cât și expunerea unor critici vizibile și puternice a extremismului, pentru a oferi stimuli necesari acțiunii din partea indivizilor care susțin opoziția față de acesta, aceștia rămânând altfel, pasivi și neangajați.
În luna februarie 2021, o serie de intelectuali consacrați, istorici, sociologi și profesori universitari au propus ca, în România să fie activat un mecanism de tip cordon sanitar, în jurul unui partid extremist.
Cu toate acestea, până în luna decembrie 2024 autoritățile judiciare ale statului român eșuaseră în ce privește misiunea de a sancționa persoanele care incitau la ură de rasă sau promovau propaganda legionară. Astfel, plângerile depuse de diferite organizații nonguvernamentale sau persoane fizice au fost fie clasate, fie ținute „la sertar” până la prescrierea faptelor reclamate, ajungându-se până la acel moment ca, în România să existe o singură condamnare (și aceasta cu suspendare), pentru promovarea în public de idei, concepții sau doctrine fasciste, legionare, rasiste sau xenofobe, răspândirea și deținerea de simboluri legionare.